# 刘炫
刘炫（约546年—约613年），隋经学家。字光伯。河间景城（今河北献县东北）人。

## 生平
隋文帝开皇中，参与撰写隋史及天文律历。时牛弘奏请购求遗书，他伪造《连山易》、《鲁史记》等百余卷送官，领赏而去，被人揭发除名。又起复为旅骑尉、太学博士等官，葉適說他“当时称数百年来，博学通儒，无能出其右”。后在隋末动乱中，饥寒而死，门人私谥宣德先生。平生曾著《论语述议》、《春秋攻昧》、《五经正名》、《孝经述议》、《春秋述议》、《尚书述议》、《毛诗述议》等书，均散佚，清马国翰《玉函山房辑佚书》有辑本。

## 延伸阅读
[在维基数据编辑]
 《隋書·卷75》，出自魏徵《隋书》